# 横浜市交通局1150型電車
横浜市交通局1150型電車（よこはましこうつうきょく1150がたでんしゃ）は、かつて横浜市交通局が所有していた路面電車である横浜市電の電車。1952年から1955年にかけて製造され、路面電車が全廃された1972年まで使用された。

## 概要
1951年に日立製作所で製造された1500型は間接制御方式・防振台車を採用し、高加減速や振動・騒音抑制が実現した車両（和製PCCカー）として評判を博したが、それによる製造費用の高騰が課題となった。そこで、1952年以降の増備は1500型と同型の軽量車体を有しながらも機器を廃車となった車両から流用するなど製造費を抑制した車両によって行われることになった。これが1150型である。
車体前後に設置された自動扉、前面二枚窓など車体構造は1500型と同じだが、主識別点として追突防止用のストップライト（ブレーキランプ）が小型の丸型2灯（1500型は角型1灯）のマーカーライトに変更された他、運転台上部の屋根に箱型の大型通風機（ベンチレーター）が設置された。機器については将来的に経済的余裕が生まれた際は制御方式を1500型同様の間接制御方式へ改めることが可能な設計となっており、"1150型"という形式名はそれを踏まえたものであった。
製造は同年から1955年まで、以下の三次に渡って行われた。

### 1151 - 1160
戦時設計の単車であった800型の改造名義で、ナニワ工機（1151 - 1155）と宇都宮車輌（現・SUBARU）（1156 - 1160）で1952年に製造された車両。登場当初は製造メーカーによって主電動機が異なっており出力値も宇都宮車輌製の方が高かったが、後に日本車輌製造製のものへ交換され性能統一が図られている。なお1155はワンマン運転に対応した設備を有した状態で製造が行われたが、労働組合からの反対により一部機器を除いて他車と同じ仕様へ戻されている。

### 1161 - 1170
1953年にナニワ工機と宇都宮車輌で製造された車両。側窓の上段がHゴム支持（バス窓）に変更され、台車や主電動機も変更された。

### 1171・1172
1955年に滝頭にあった横浜市交通局の局工場で製造が行われた車両。系統板明示灯の形状など一部を除いた車体構造は1161 - 1170とほぼ同型だが車内の座席配置が異なり、着席定員は30人に増加した。また当初の台車は1151 - 1160と同様住友金属 のFS-54が用いられたが、予備部品の確保のため後年に日立製作所製のものに交換され、それに伴い車体高が低くなった。
この2両のみ登場時の塗装がクリーム色と薄い茶色を基調とした独自のものであったが短期間で他車と同一のものに変更されている。

## 運用
1955年までに22両が製造された本形式は横浜市電各地の車庫に導入され全区間で使用された。1967年から翌1968年にかけてはワンマン化改造が行われ、前面の行先表示器上部と側面の扉付近に「ワンマンカー」の表示灯が設置された他、車外スピーカー、トロリーキャッチャーなどが設置された。1972年3月31日の全廃時には18両が使用され、他の横浜市電の車両と同様他社の路面電車路線へ譲渡されることはなかった。

## 保存
市電全廃後、1156が久良岐公園に静態保存されている。一時は前面や側面のガラスがなく車体全体に錆が現れるなど荒廃した状態になっていたが2012年に大規模な修復作業が行われ現役当時の姿を取り戻した。さらに2015年度には横浜市により電停や架線を再現した車両周辺の整備事業が行われており、定期的に車内公開が実施されている。これらの保存・維持活動には神奈川新聞が携わっている。
なお、横浜市電の歴代車両が保存されている横浜市電保存館に1150型は展示されていないものの、同型の車体を有する1500型（1510）は1500形と1150形の一部に施されていたクリーム色と薄い茶色を基調とした塗装で保存されている。